# Batalla de Lanfeng
La batalla de Lanfeng (en chino: 兰封会战), en la segunda guerra sino-japonesa, fue parte de la campaña centrada en el norte y el este de Henan (del 7 de febrero al 10 de junio de 1938) y tuvo lugar al mismo tiempo que la batalla de Xuzhou (finales de diciembre - principios de junio de 1938).
Involucró un contraataque chino en Lanfeng por parte de elementos de la 1.ª Zona de Guerra contra las posiciones ocupadas por la 14.ª División japonesa. La 14.ª División era la vanguardia del 1.er Ejército Japonés (Ejército Japonés del Área del Norte de China) y contaba con 20.000 hombres además de varios tanques. Fue la primera batalla de la 200.ª División china, la primera división mecanizada del ejército chino.